# ヨアキム・ニルソン (1994年生のサッカー選手)
ユルゲン・ヨアキム・ニルソン（Jörgen Joakim Nilsson , 1994年2月6日 - ）は、スウェーデン・ヴェステルノールランド県ヘルネサンド出身のサッカー選手。メジャーリーグサッカー・セントルイス・シティSC所属。所属。ポジションはDF。

## クラブ経歴
2010年にGIFスンツヴァルのユースチームに入団し、2012年にトップチームに昇格。2013年シーズンに2部リーグでプロデビュー。2015年シーズンに頭角を表し、アルスヴェンスカン [1部リーグ)で20試合に出場。
2016年2月、IFエルフスボリと5年契約を締結。2019年シーズン途中までプレーし、最終ラインを支える。
2019年7月、アルミニア・ビーレフェルトと3年契約を締結。2019-20シーズンはツヴァイテリーガで優勝し、2008-09シーズン以来にブンデスリーガ復帰に貢献。シーズン終了後には、ドイツの有力誌キッカーが選ぶ2部リーグのベストイレブンに選出された。
2022年6月1日、2023年からMLSへ新規参入するセントルイス・シティSCと2026年までの契約で加入することが発表された。

## スウェーデン代表
2016年のリオデジャネイロ五輪に、オリンピックスウェーデン代表で出場。日本代表と同じグループBで闘ったものの、最下位で終了。2017年1月8日のコートジボワール戦でフル代表デビュー。しかし、同年以降フル代表には招集されておらず、2018 FIFAワールドカップも選考外に終わった。

## 人物
- ペア・ニルソンは実兄にあたる。
- リオデジャネイロ五輪のグループリーグの対ナイジェリア戦の試合後、ある少年がピッチに乱入するアクシデントが発生。その少年はニルソンの元に駆け寄って来たものの、ニルソンは「少し怖かった」と振り返りつつも、少年を優しく抱きしめる姿が話題となった[5]。